# Lobelia stenophylla
Lobelia stenophylla là loài thực vật có hoa trong họ Hoa chuông. Loài này được Benth. mô tả khoa học đầu tiên năm 1868.